# Karl Heilmayer

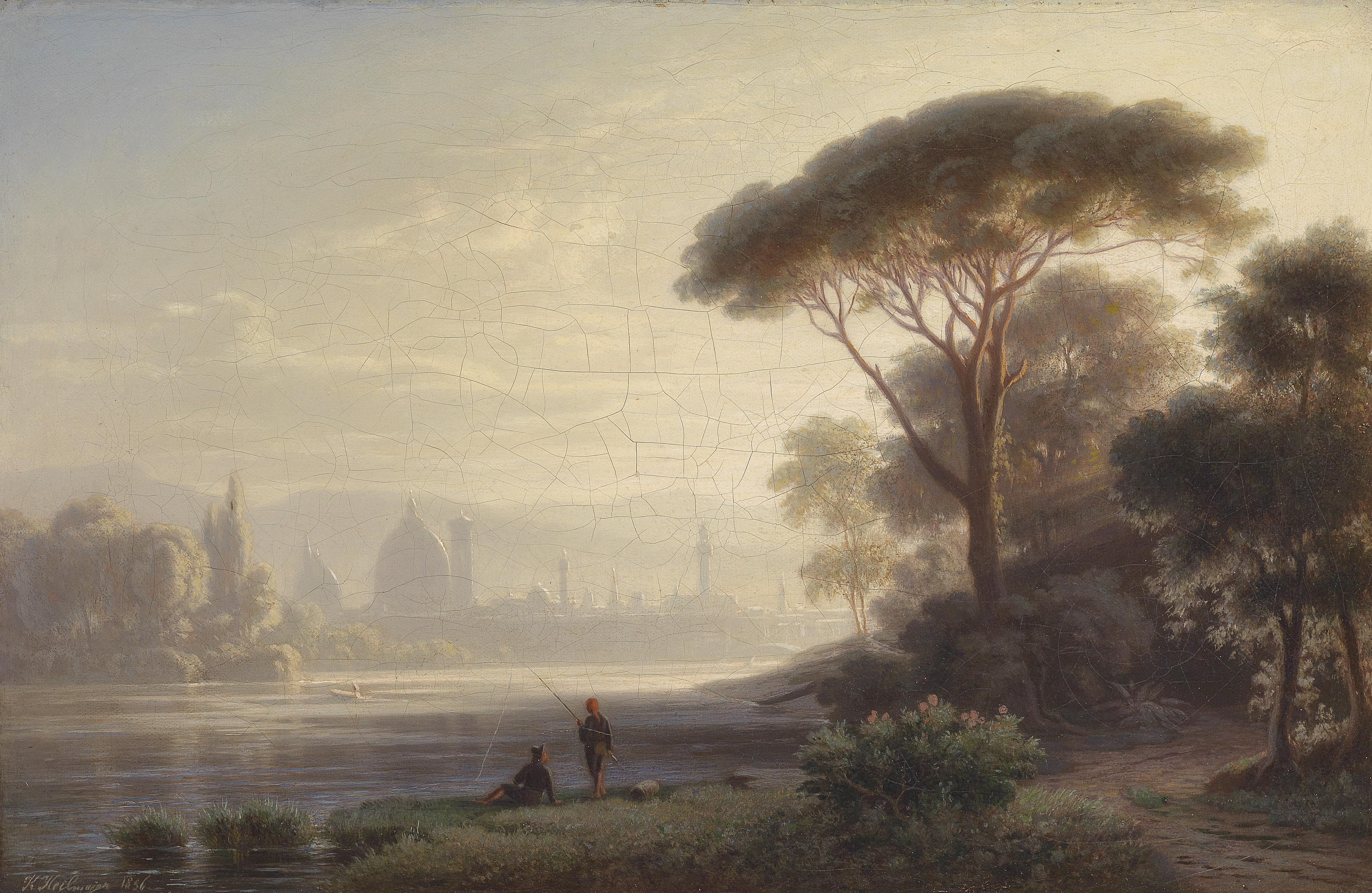
Una mattina a Firenze, 1856

Karl Heilmayer (Monaco di Baviera, 5 marzo 1829 – Monaco di Baviera, 18 maggio 1908) è stato un pittore tedesco paesaggista.

## Biografia
Heilmayer era figlio dell'attore di corte e paesaggista Emil Heilmayr. Il 6 novembre 1843 iniziò gli studi presso l'Accademia delle belle arti di Monaco di Baviera, ma li interruppe prematuramente e continuò la sua formazione come autodidatta.
Heilmayer rimase comunque attivo a Monaco e dipinse principalmente paesaggi nebbiosi e illuminati dalla Luna. Nella sua ricerca di luoghi pittoreschi, ha intrapreso viaggi di studio in luoghi come l'Alta Baviera, l'Italia e l'Alto Adige tra gli altri. Visitò anche Belgio, Francia e la Germania settentrionale.
Heilmayer ha esposto le sue opere in mostre a Monaco, Berlino, Dresda e Vienna.